# Alt-Tegel (métro de Berlin)
Alt-Tegel est une station de la ligne 6 du métro de Berlin, dans le quartier de Tegel.

## Géographie
La station se situe en dessous du croisement de Berlinerstraße, de Bernstoffstraße et de Gorkistraße.

## Histoire
Dans les années 1920, un plan prévoit l'extension de la ligne nord-sud à Wedding, voire Tegel. Les plans des travaux débutent en 1929 dans Müllerstraße. À cause de la Grande Dépression, les travaux sont arrêtés, on a juste fait un tunnel pour le gros œuvre long de 400 m.
Après la Seconde Guerre mondiale, l'administration de Berlin prévoit une expansion massive du métro de Berlin. La ligne nord-sud, devenue ligne C, s'étendra de Grenzallee à Seestraße. Les travaux pour une liaison Seestraße – Tegel sont inaugurés le 26 octobre 1953, ils doivent être faits en deux étapes. La première est la section Seestraße – Kurt-Schumacher-Platz. Le deuxième partie va jusqu'à Tegel, le terminus de la ligne. En même temps que l'ouverture de la section itinéraire Seestraße - Kurt-Schumacher-Platz, on inaugure le 23 avril 1956 la deuxième phase de construction. La station Alt-Tegel est inaugurée le 31 mai 1958 par Willy Brandt, le maire de Berlin-Ouest. Un tunnel de 400 m permet la liaison entre la station de métro et la gare de la S-Bahn.
Le 31 mai 1992, la station prend le nom d'Alt-Tegel dans le cadre du programme de changement de nom de plusieurs stations de métro de Berlin-Ouest, sans doute pour la distinguer de la station de la S-Bahn.
Début 2006, des travaux sont entrepris pour permettre l'accessibilité des personnes à mobilité réduite. En octobre 2006, un ascenseur permet l'accès direct avec Berlinerstraße.

## Correspondances
La station de métro a des correspondances avec des lignes d'omnibus de la Berliner Verkehrsbetriebe.